# ムーンライト (クッキー)

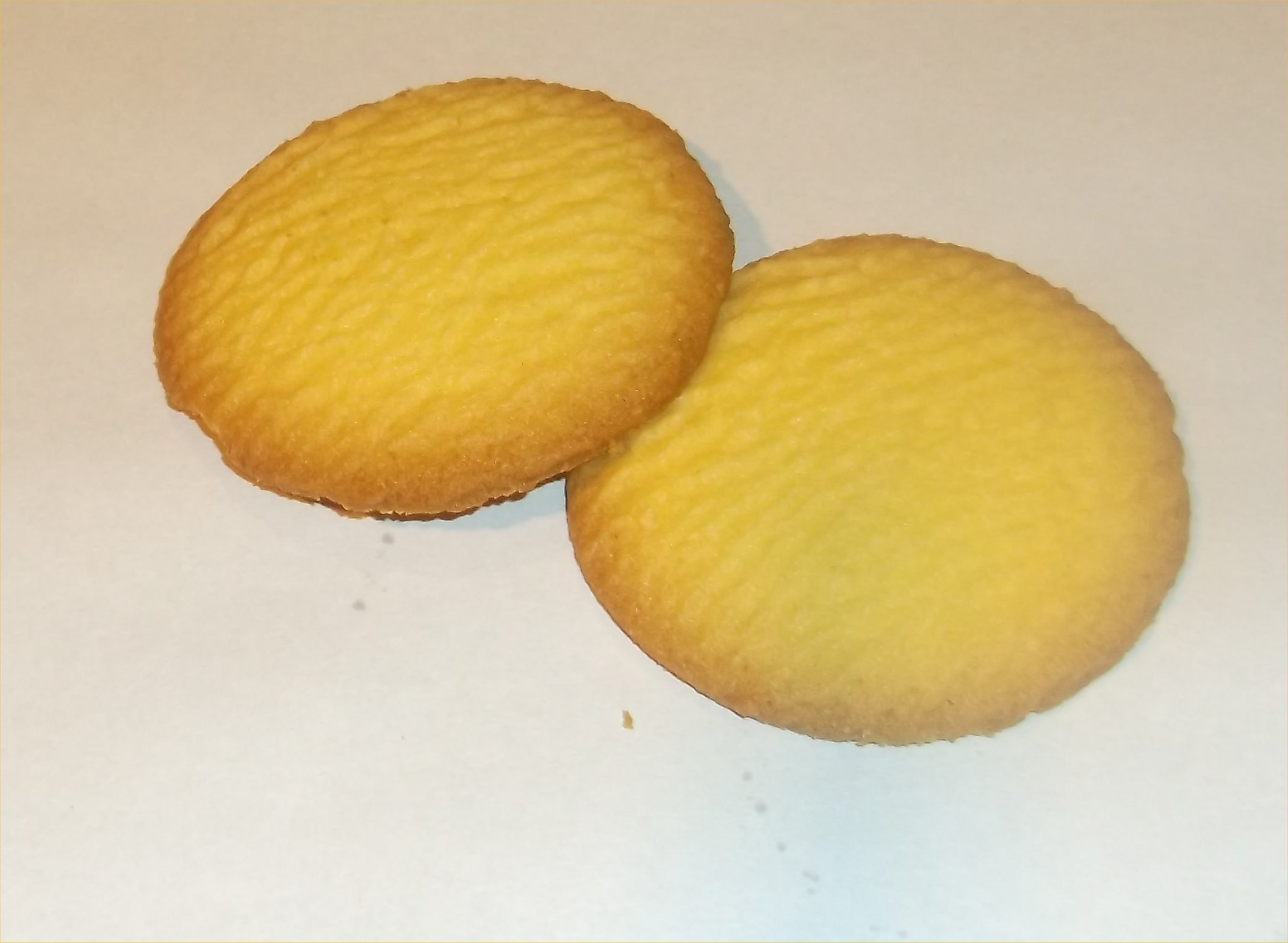
ムーンライト クッキー

ムーンライトは、森永製菓が発売しているビスケット菓子。
1960年に発売開始。1923年に発売されたマリーから始まったビスケットシリーズ、満月のような丸型のシンプルなデザインのクッキー。サクサクとしたくちどけとふんわりとした卵の味が感じられることが特徴。クッキーの形が月に見えることから「ムーンライト」と名付けられた。2枚×7袋で計14枚・1枚42kcal。

## コラボレーション
2022年にリラックマとコラボし、以下のキャンペーンを展開した。
- パッケージから作品を作ることができる「空箱職人はるきる工作パッケージ」
- パッケージを専用アプリをダウンロードしたスマートフォンで読み込むとガチャガチャができ、限定リラックマを手に入れることができる「ガチャガチャARパッケージ」
- レシートで応募するとオリジナルエコバッグまたは限定QUOカードが当たるキャンペーン

同年、パティシエのピエール・エルメとミニチョコムーンライトがコラボし、ヘーゼルナッツ＆ミルクチョコとピスタチオ＆ピスタチオがセブンイレブン限定で発売された。

## 値上げ
2014年まで8.5gだったが、2015年に8.1gに実質値上げ。2016年に8袋から7袋に減少。2022年6月1日出荷分より約3～11％値上げした。

## 限定商品
- ムーンライトソフトケーキ[10]
- ムーンライトチョコバー[10]